# Sokhna Galle
Sokhna Galle (Dakar, Senegal, 22 de abril de 1994) es una atleta francesa de origen senegalés especializada en la prueba de triple salto, en la que consiguió ser campeona mundial juvenil en 2011.

## Carrera deportiva
En el Campeonato Mundial Juvenil de Atletismo de 2011 ganó la medalla de oro en el triple salto, con un salto de 13.62 metros, superando a la china Li Jingyu (plata con 13.57 metros) y a la española Ana Peleteiro (bronce con 12.92 metros).